# Takács Tamás (labdarúgó, 1991)
Takács Tamás (szerbül: Tamaš Takač / Тамаш Такач; Szabadka, 1991. február 20. –) vajdasági magyar labdarúgó, a Mosonmagyaróvár játékosa.

## Pályafutása
18 évesen a Kozármisleny SE NB II-es csapata szerződtette le, ahol 14 mérkőzésen szerepelt és 3 gólt szerzett.
2010 nyarán 2012 év végéig a szerb első osztályú OFK Belgrádhoz igazolt.
21 évesen a Szigetszentmiklósi TK másodosztályú csapata igazolta le, ahol 32 mérkőzésen lépett pályára és 13 gólt szerzett.
2014 nyarán leigazolta a Diósgyőri VTK, ahol összesen 38 NB I-es bajnoki találkozón szerepelt, 5 gólt szerzett és 4 gólpasszt adott. Első diósgyőri idényében a bajnoki találkozókon túl a Ligakupában 4, a Magyar Kupában 3 találatot jegyzett, tehát elmondható, hogy az első éve a magyar élvonalban jól sikerült.
2016. január 29-én a Debreceni VSC hivatalosan is bejelentette, hogy négy évre leszerződtette a csatárt. 2017 februárjában a Nyíregyháza Spartacus a tavaszi idényre szerződtette őt kölcsönbe.
2019 nyarán távozott Debrecenből, ahol 78 bajnokin lépett pályára és huszonkét gólt szerzett, és bár érdeklődött utána az Újpest is, végül a Mezőkövesd csapatához írt alá három évre. Tizenötször kapott lehetőséget a bajnokságban negyedik helyen záró csapatban a 2019-2020-as szezonban és bejutott együttesével a Magyar Kupa döntőjébe is. 2020 nyarán a másodosztályú Szeged-Csanád Grosics Akadémia vette kölcsön.

## Sikerei, díjai

### Klubcsapatokkal
Debreceni VSC
- Magyar labdarúgó-bajnokság bronzérmes: 2018–19

 Mezőkövesd
- Magyar Kupa ezüstérmes: 2020